# Хлопы
Хлопы (кашуб. Borowô, нем. Bauerhufen) — приморский курортный посёлок на северо-западе Польши, на Словиньском побережье, расположенный в Западно-Поморском воеводстве, Кошалинском повете, гмине Мельно. По данным на 2021 год в селе проживал 251 житель.

## Характеристика
Нынешний посёлок расположен на месте славянского поселения Борово, которое было основано в XIII веке (название произошло от обширных лесов того времени). До 1945 года предыдущее немецкое название города было Бауэрхуфен. Польское название Хлопы было официально введено в 1948 году. В деревне сохранилась традиционная планировка рыбацкого поселения с домами XIX века, украшенными народной росписью. Планировка села состоит из 9 улиц. Гмина Мельно создала вспомогательную единицу гмины — Хлопское солецтво, которое охватывает только деревню Хлопы. Жители села избирают сельского голову и сельский совет, состоящий из 3-7 человек. Ближайшее почтовое отделение находится в Сарбиново.

## Туризм
На берегу моря обустроена летний пляж «Хлопы 214» протяженностью 100 м, вход с ул. Портова. В 2012 году пляж Хлопы соответствовал стандартам качества воды для купания Европейского Союза. Достопримечательностью Хлопи является рыболовецкий порт, где катера вытаскивают на берег, а рыбу продают в рыболовных ящиках. В 1994 году в Хлопах был создан морской порт для рыбаков. Пристань включает в себя дельфинарий, пляж для стоянки судов и акваторию шириной 100 м береговой линии. Доступ к пристани для яхт и надзор за ней осуществляет Морское управление в Слупске.
Еще одной достопримечательностью Хлопы является музей «Сокровищница рыбацкой деревни», который был создан в 2019 году. В музее представлены памятные вещи, связанные с общиной, в частности, с рыбацкой общиной, которая когда-то населяла окрестности Хлопы. Рядом находится большая открытая игровая площадка для детей и тренажерный зал на открытом воздухе. Кроме того, через город проходит 16-й географический меридиан. Его маршрут обозначен вдоль велосипедной дорожки, ведущей в Мельно.

## Другие достопримечательности
В мае и июне 2005 года здесь снимался фильм «Ода к радости», а именно часть «Море» режиссера Мацея Мигаса. В фильме показаны рыбацкие лодки (обозначенные как CHY, что означает город Хлопы), пляж и рыбацкие постройки; типичный для старой застройки белый деревянный дом и фрагмент улицы Капитанской (поворот между улицами Босманской и Жеглярской). В мае 2008 года здесь проходили съёмки фильма «Любовь на подиуме». В последней сцене фильма отчетливо видны пляж в Хлопах, башню костела в Сарбиново и маяк в Гонски.